# Пуччарелли, Мануэль
Мануэль Пуччарелли (итал. Manuel Pucciarelli; 17 июня 1991 года, Прато) — итальянский футболист, играющий на позиции нападающего за австралийский клуб «Мельбурн Сити».

## Клубная карьера
Мануэль Пуччарелли — воспитанник тосканского клуба «Эмполи», в котором он занимался футболом с 2001 года. 29 мая 2011 года он дебютировал в Серии B, выйдя на замену в гостевом поединке с «Виченцей». Первую половину 2012 года он провёл на правах аренды выступая за тосканскую команду Второго дивизиона Профессиональной лиги «Гаворрано». 25 августа 2012 года Пуччарелли забил свой первый гол в рамках Серии B, открыв счёт с пенальти в самом начале домашнего матча с «Реджиной». 31 августа 2014 года он дебютировал в Серии А, выйдя на замену в самой концовке гостевого поединка против «Удинезе». 23 сентября того же года Пуччарелли забил свой первый гол на высшем уровне, на 21-й минуте увеличив отрыв своей команды в домашнем матче с «Миланом».
Летом 2017 года после того как «Эмполи» вылетел из Серии А, Мануэль Пуччарелли перешёл в «Кьево».